# Dejvice
Dejvice (německy Dejwitz, v letech 1939–45 Dewitz) jsou městská čtvrť a katastrální území v pražské městské části Praha 6, rozkládající se severně od Pražského hradu.

## Historie

### Nejstarší dějiny
Nejstarší osídlení Dejvic bylo v oblasti Baby a Šárky, kde bylo osídlení minimálně z období kultury s nálevkovitými poháry a také z období knovízské kultury.

### Od 11. století
První zmínky o Dejvicích jsou z roku 1088, tehdy se jednalo o ves ležící na svazích pod dnešní Horní Šárkou - Dejvice jsou uvedeny v zakládací listině Vyšehradské kapituly. Král Vratislav II. v ní daruje ves kostelu svatého Petra a Pavla na Vyšehradě:
„Degnicih de terra ad II aratra cum tomariis Bogdan, Premii.“ (Dehnických pozemků na dva pluhy se soustružníky Bohdanem a Přemilem.) Nároky z této listiny byly potvrzeny králem Přemyslem Otakarem I. v roce 1222.
V té době nesla ves název Degnici, díky hláskovému vývoji se jméno později změnilo na Dehnice a posléze vlivem lidové etymologie se název v 19. století změnil na Dejvice, úředně byla tato verze jména zanesena v roce 1886. Původ jména bývá vysvětlován několika způsoby – jedna možnost je, že jméno má patronymický původ odkazující na potomky Dehnovy, podle další verze bylo jméno odvozeno od místní výroby dehtu, ale existuje také varianta, která vysvětluje původ jména z osobního jména „dehna“ – zlý duch, démon či ďábel, podle toho, že původní obyvatelé údajně ohrožovali sousedy a pocestné.
Další písemné zmínky o Dejvicích pocházejí z roku 1320, kdy získalo purkrabskou část Dejvic Svatovítské proboštství směnou s Janem Lucemburským. Menší část však i nadále zůstala v majetku Vyšehradské kapituly. Centrum původní vsi Dejvice se nalézalo kolem Proboštského dvora (dnešní ulice Proboštská). V této době zde byl vrchnostenský dvůr o jednom popluží – tyto pozemky byly osvobozeny od platů a břemen. Dále zde byl manský dvorec a čtyři selské usedlosti. Majitelé usedlostí museli pracovat tři dny v týdnu na vrchnostenském majetku. Kromě toho se tu nacházelo ještě několik chalup včetně kovárny a malé dvorce, které do roku 1325 vlastnil jakýsi Gothard.
Druhá osada na území Dejvic ležela v oblasti dnešní Šárky a nazývala se Újezdec či Újezd v Šárce. Písemně je tato osada doložena v roce 1334. Již během 14. století se jméno osady změnilo na „Šárka“. Na jižních svazích Šárky se pak nalézaly dva vrchnostenské dvory, selský dvůr a pravděpodobně od roku 971 se zde také nacházel kostelík svatého Matěje. Původně patřil k Dejvicím pouze pravý břeh Šáreckého potoka, zatímco levý břeh patřil k Lysolajím. Změna nastala až v roce 1784. Od druhé poloviny 14. století nevedli již dvorec probošti, ale pronajímali ho svým panošům, mezi jejich povinnosti patřilo taktéž vařit proboštovi pivo. S ohledem na velikost pozemků uvažoval Karel IV. původně o tom, že Nové Město pražské založí právě na území Dehnic.

### Po husitských válkách
V době pohusitské byly Dejvice soukromým majetkem, od roku 1594 patřily úřadu nejvyššího komorníka. Od roku 1790 byly Dejvice opět částečně v držení svatovítského probošta. Během třicetileté války byl vlastní Proboštský dvůr výrazně poničen, ale brzy byl opraven. V 60. letech 17. století zde byl založen i pivovar a dvůr byl centrem správy všech proboštských statků v okolí Prahy. Na konci 18. století byl dvůr rozšířen o další velký dvůr a v roce 1872 byla ke statku připojena i nedaleká usedlost Hadovka.
První městská zástavba v Dejvicích vznikla ještě před 1. světovou válkou v okolí nádraží Bruska.

### Po první světové válce

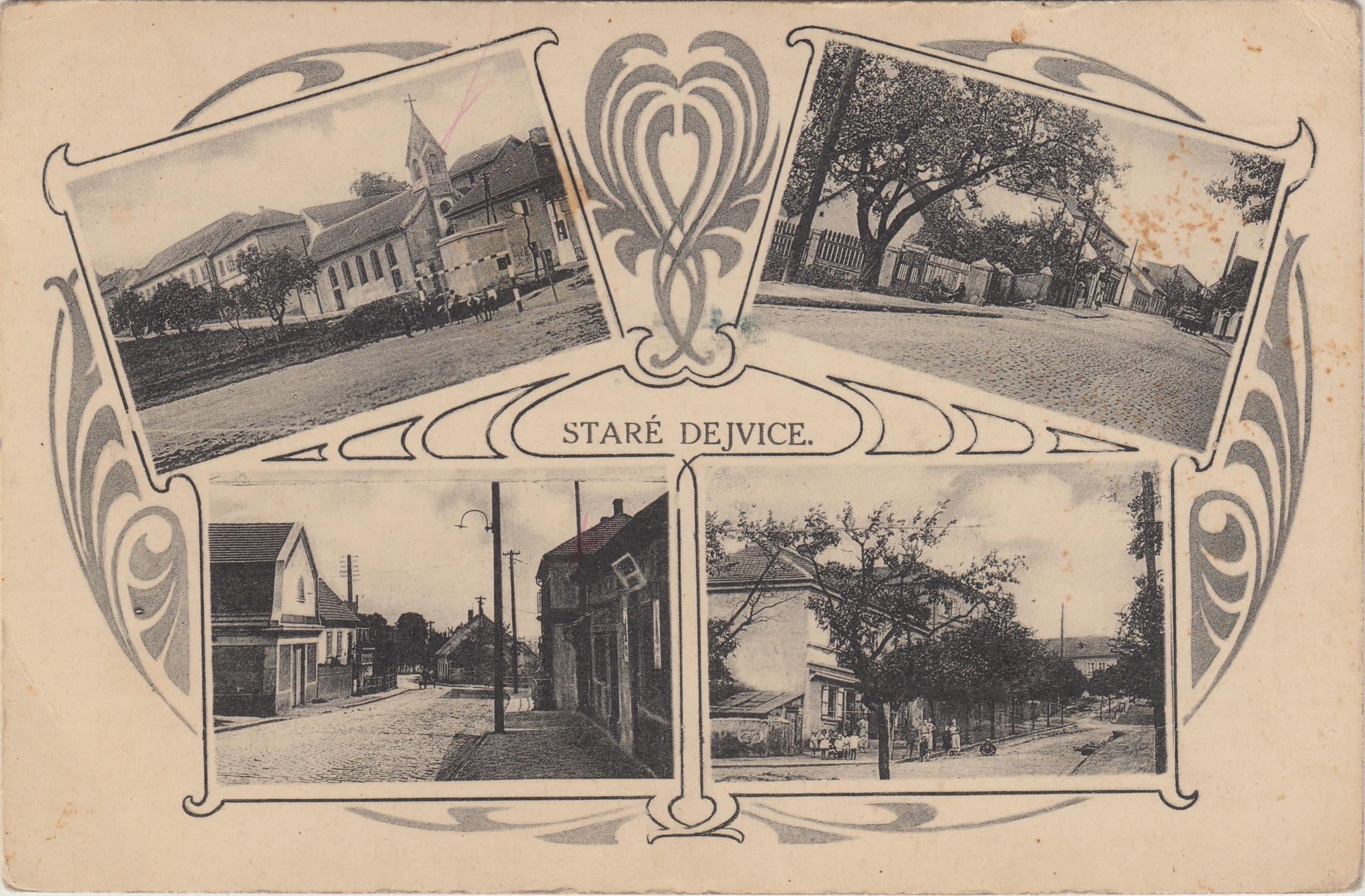
Staré Dejvice, dobová pohlednice, asi 1920.

Historie moderních Dejvic jakožto městské čtvrti začíná ve 20. letech minulého století. Součástí hlavního města se staly vznikem Velké Prahy k 1. lednu 1922. V této době byla celá čtvrť i s jejím centrem, Vítězným náměstím, postavena najednou podle moderního urbanistického plánu architekta Antonína Engela. Zavedena byla tramvajová doprava, těsně před druhovu světovou válkou i trolejbusová. Další výstavba se z Vítězného náměstí postupně posouvala na sever. V těchto místech byl také po válce postaven hotel International reprezentující socialistický realismus.
V roce 1978 sem byla zavedena linka A metra (tehdy konečná stanice Leninova, dnes Dejvická), vznikla také dnešní moderní silnice Evropská (tehdy Leninova) spojující letiště s centrem Prahy, a to přestavbou několika původních ulic (například Kladenské).

## Charakter čtvrti
Dejvice jsou relativně luxusní rezidenční čtvrtí, jíž sice dominují velkolepé budovy vysokých škol a armády, ale obsahuje i mnoho klidných míst s vilami movitých měšťanů a rezidencemi zastupitelských úřadů, zejména vilová oblast Hanspaulka. Ceněno je těsné sousedství jak s centrální oblasti Prahy, tak s velkými plochami zeleně (Stromovka a Divoká Šárka).
Mezi ulicí Jugoslávských partyzánů a Evropskou se nachází univerzitní kampus, ve kterém je rektorát ČVUT a jeho fakulty - fakulta strojní, fakulta elektrotechnická, fakulta informačních technologií, fakulta stavební a fakulta architektury, dále budovy VŠCHT, bohoslovecký seminář, Katolická teologická fakulta Univerzity Karlovy a Národní technická knihovna.

## Doprava

### Veřejná
Pod Vítězným náměstím stojí stanice metra linky A. Na ni navazují autobusové spoje do Suchdola a Podbaby. Díky lince 107 s nejvíce spoji ve všední dny v celé Praze, autobusová stanice Dejvická odpraví denně kolem 1100 spojů především linek právě 107 směr Suchdol, 143 směr Stadion Strahov a 180 ve směru Nemocnice Motol a Zličín. Kromě metra jsou Dejvice spojeny s centrem ještě tramvajovou linkou přes Prašný most. U stanice metra Hradčanská se nachází železniční stanice Praha-Dejvice. Je historicky prvním nádražím na území dnešní Prahy, od roku 1830 zde začínala Lánská koněspřežka.[zdroj⁠?!]

### Automobilová
Hlavními tepnami Prahy 6 jsou ulice vycházející z Vítězného náměstí – Evropská (na západ k ruzyňskému letišti), Jugoslávských partyzánů (na sever k Podbabě), Československé armády (na východ k Letné) a Svatovítská (na jih k Pražskému hradu a tunelu Blanka).

## Další fotografie

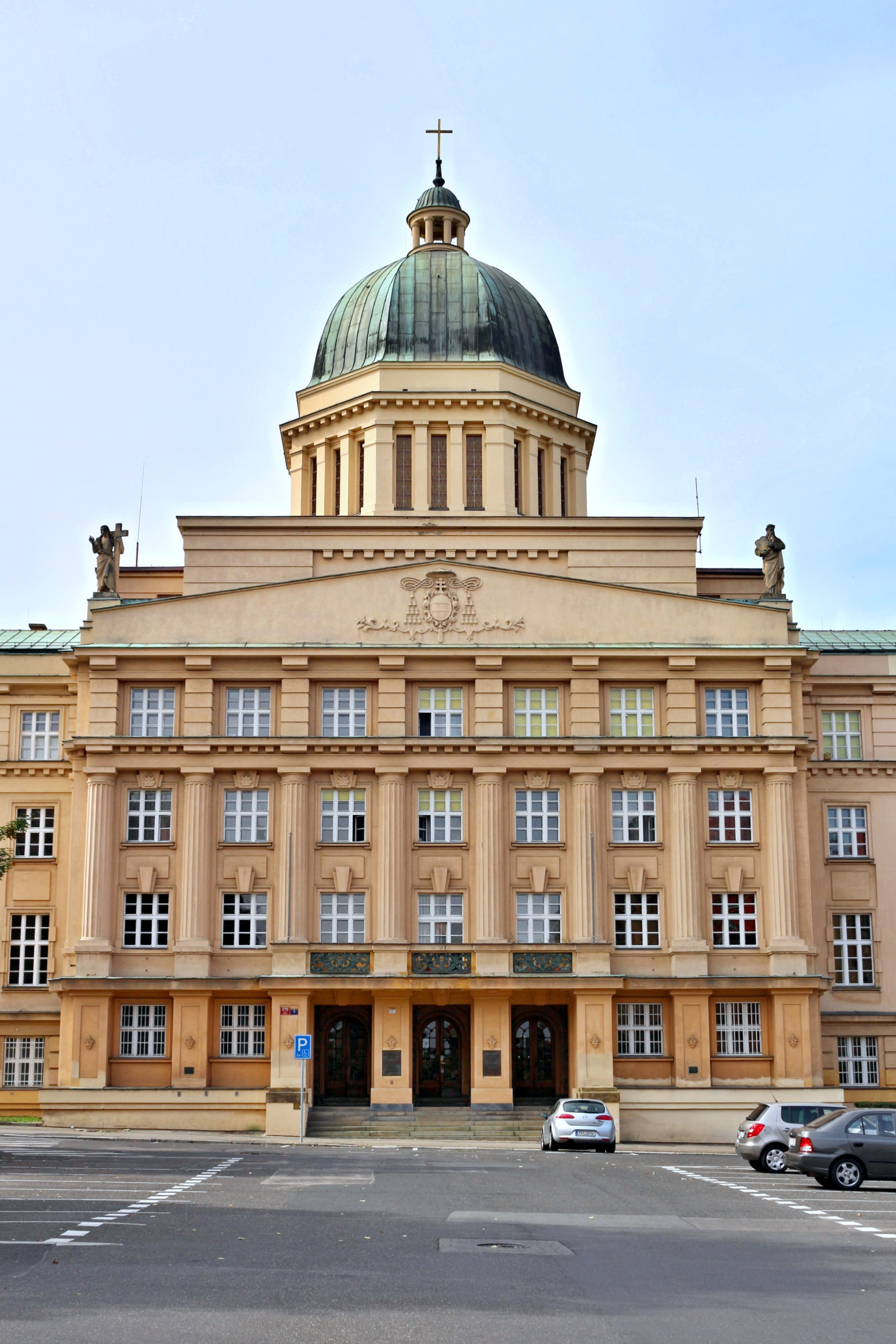
Aribiskupský seminář a katolická fakulta UK
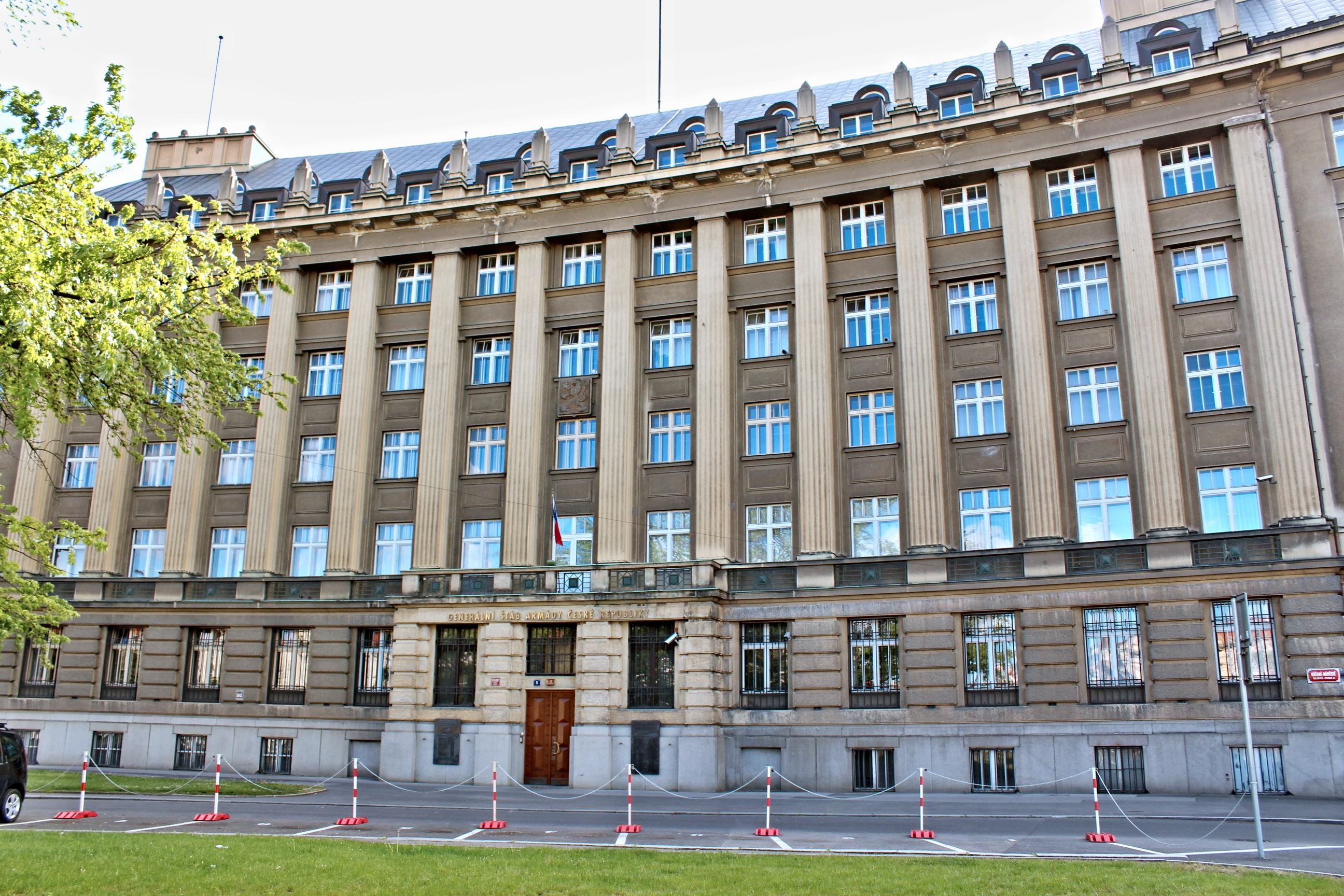
Budova Generálního štábu AČR na Vítězném náměstí
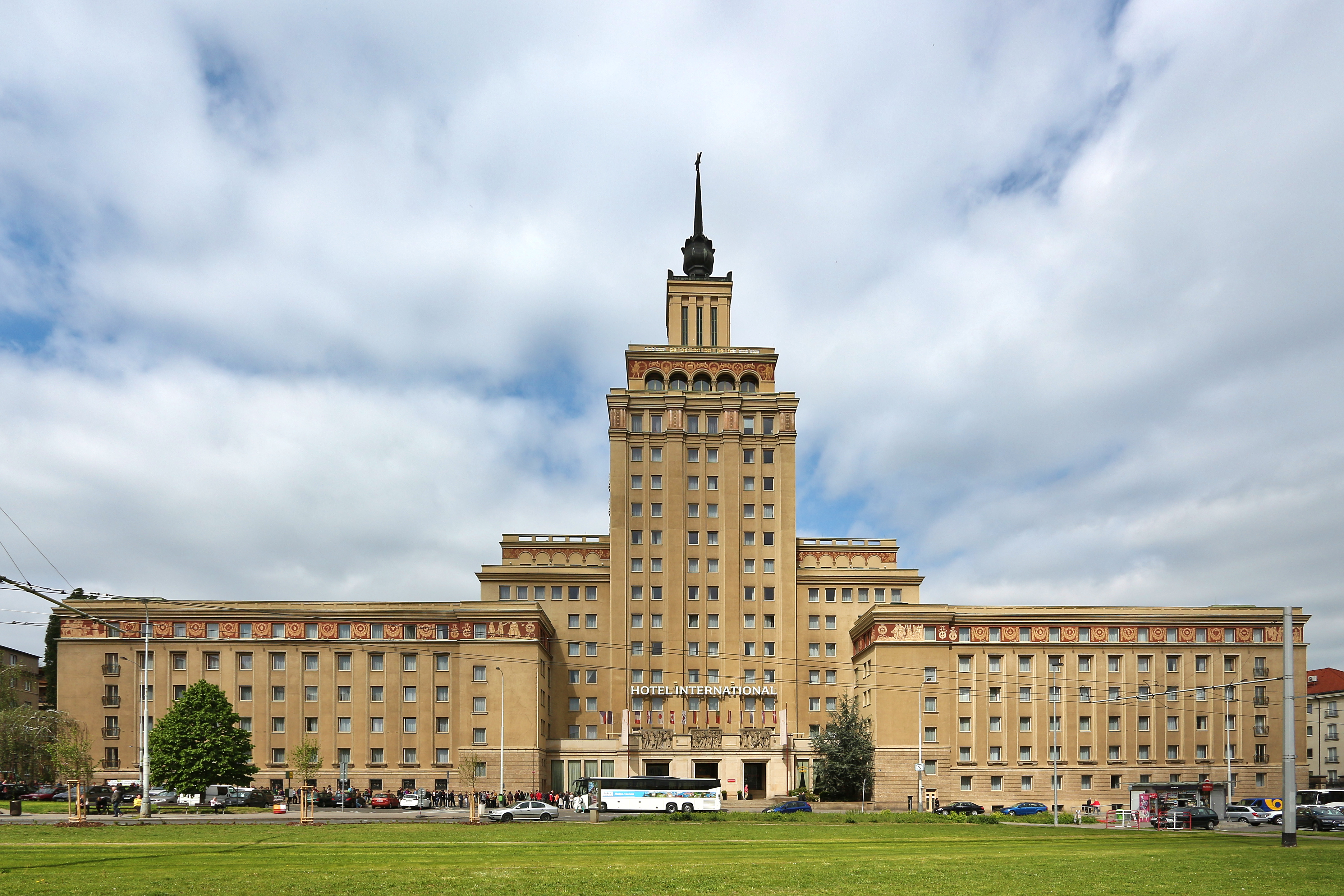
Hotel International postavený ve stylu sorely
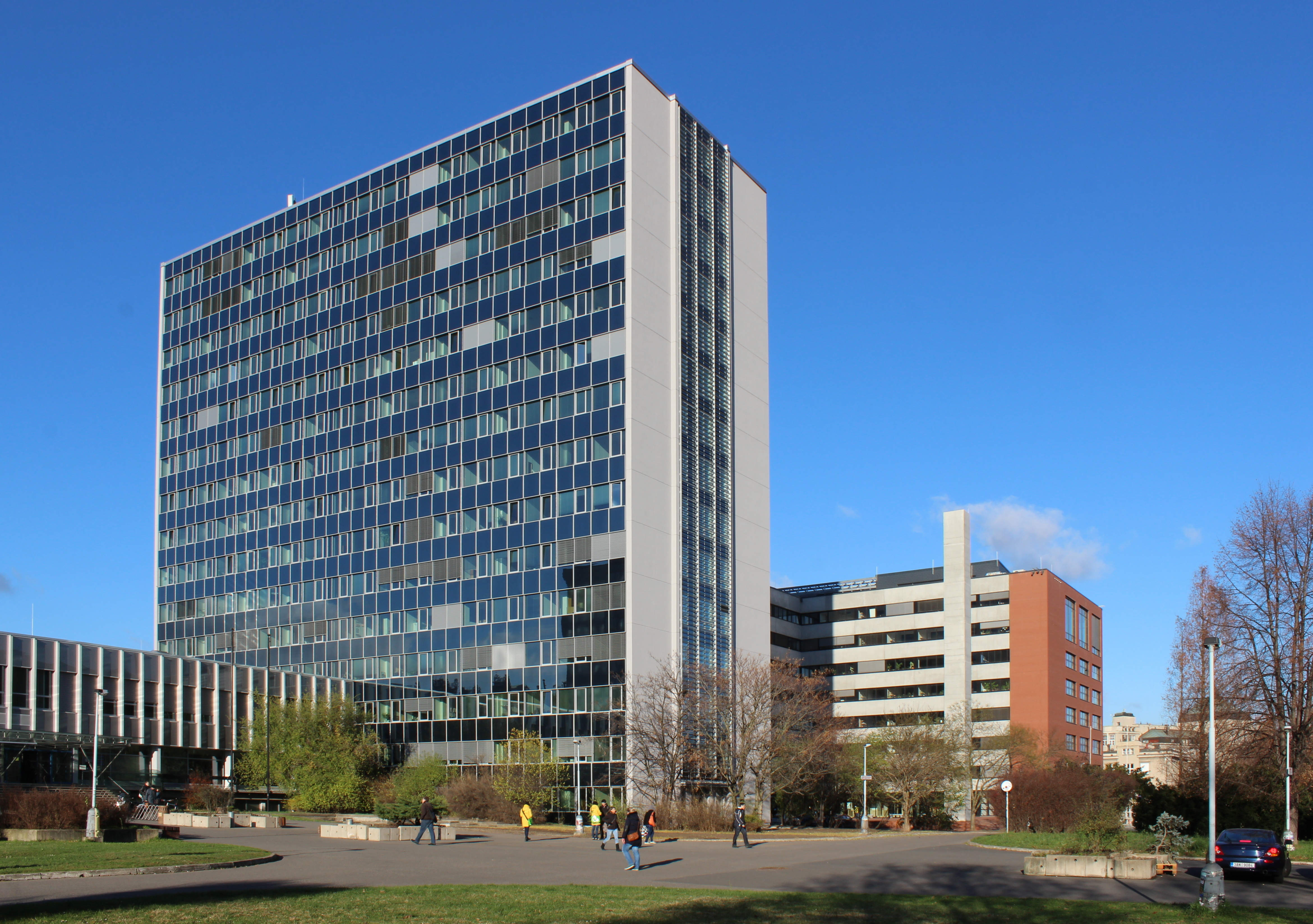
Budova A Stavební fakulty ČVUT
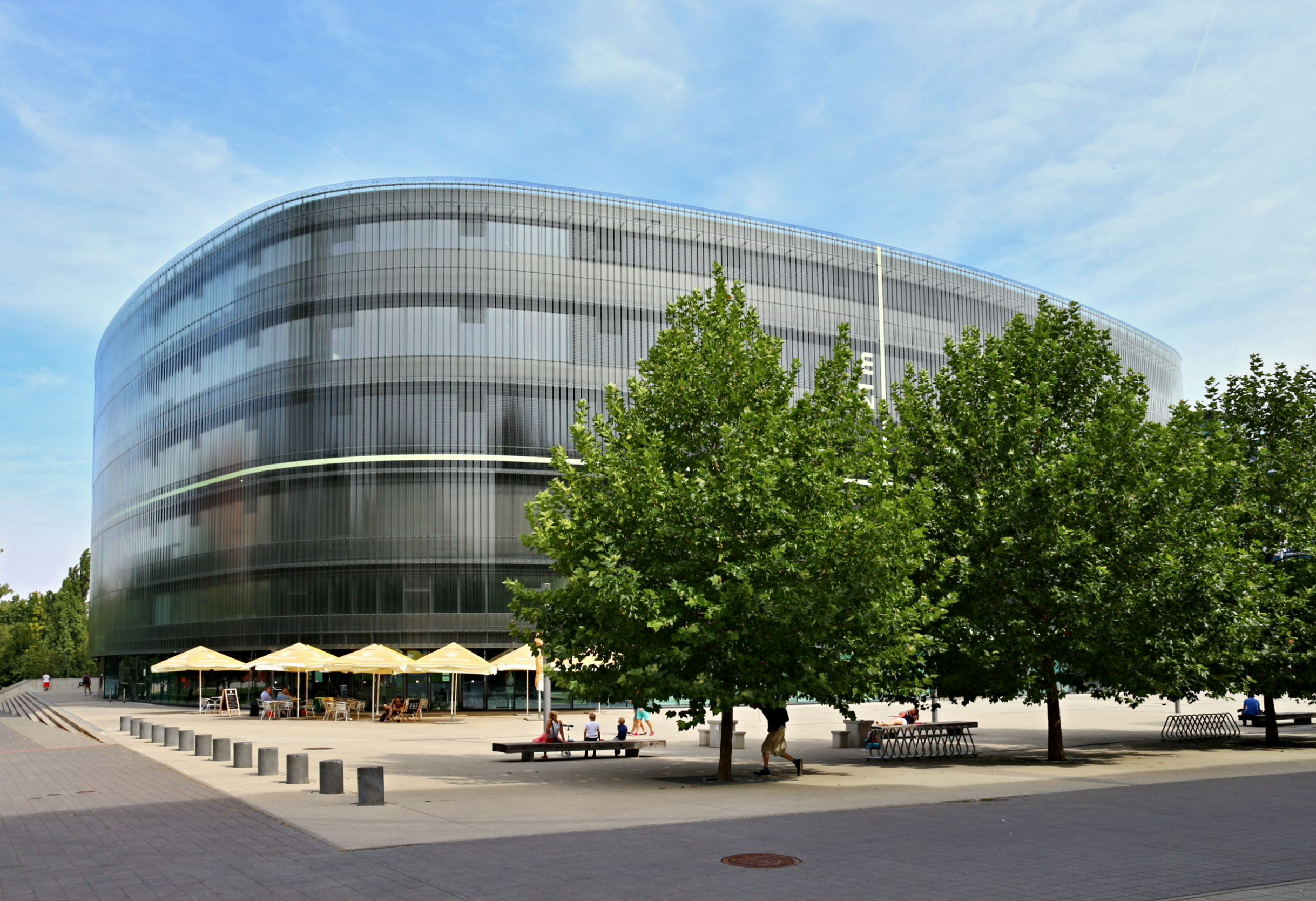
Národní technická knihovna
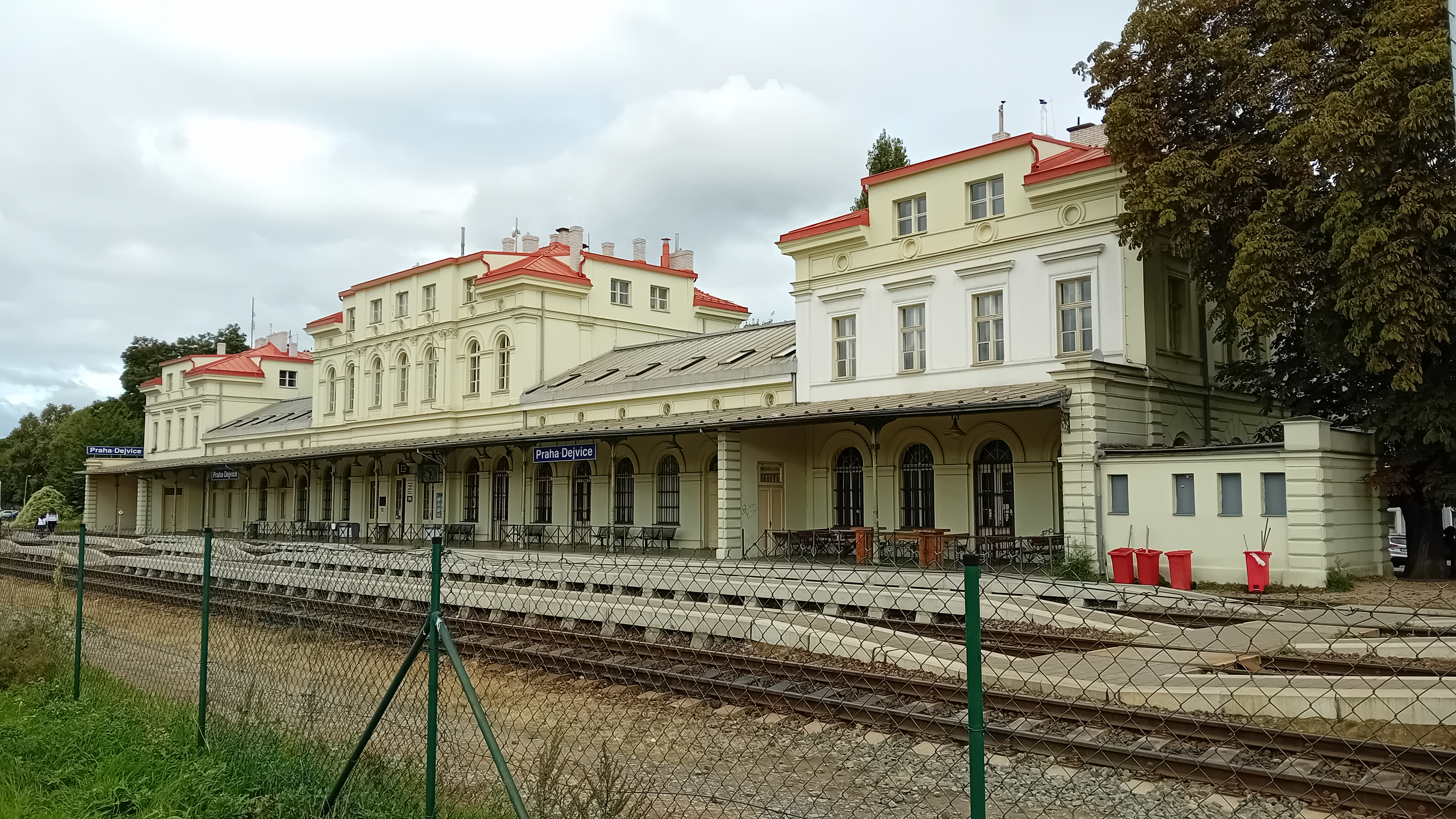
Nádraží Praha-Dejvice
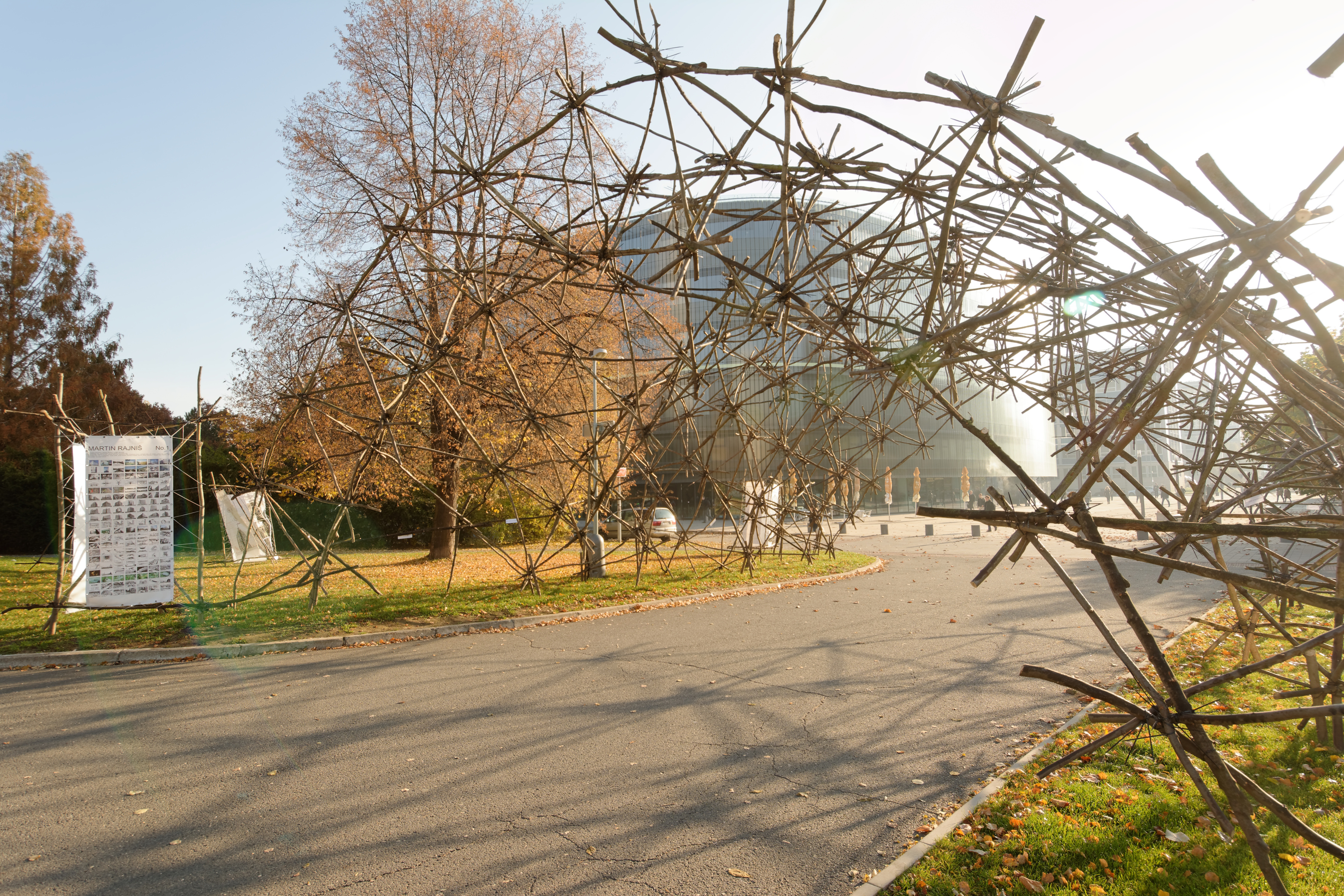
Plastika Dóm chaosu Martina Rajniše
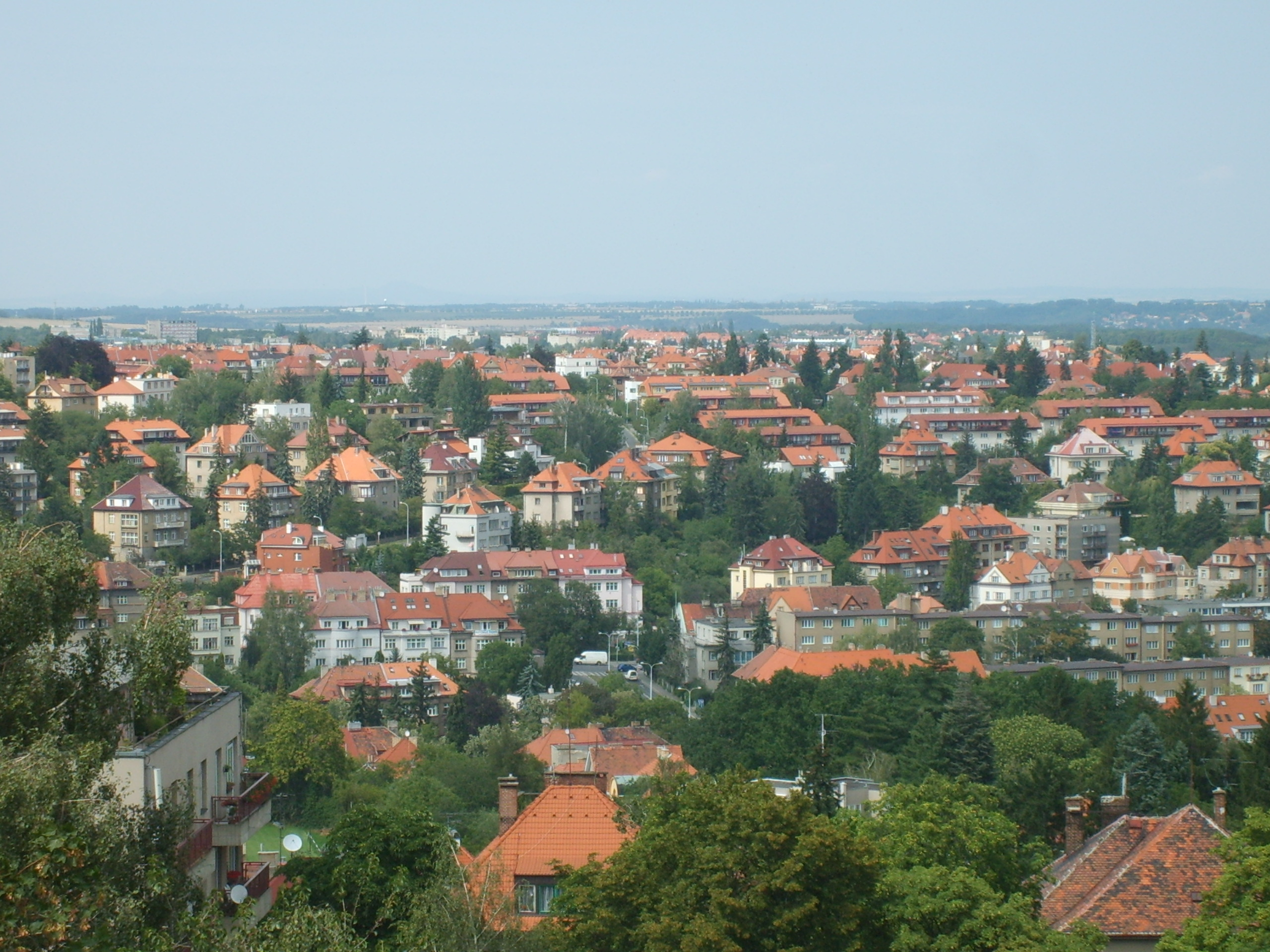
Vilová čtvrť Hanspaulka
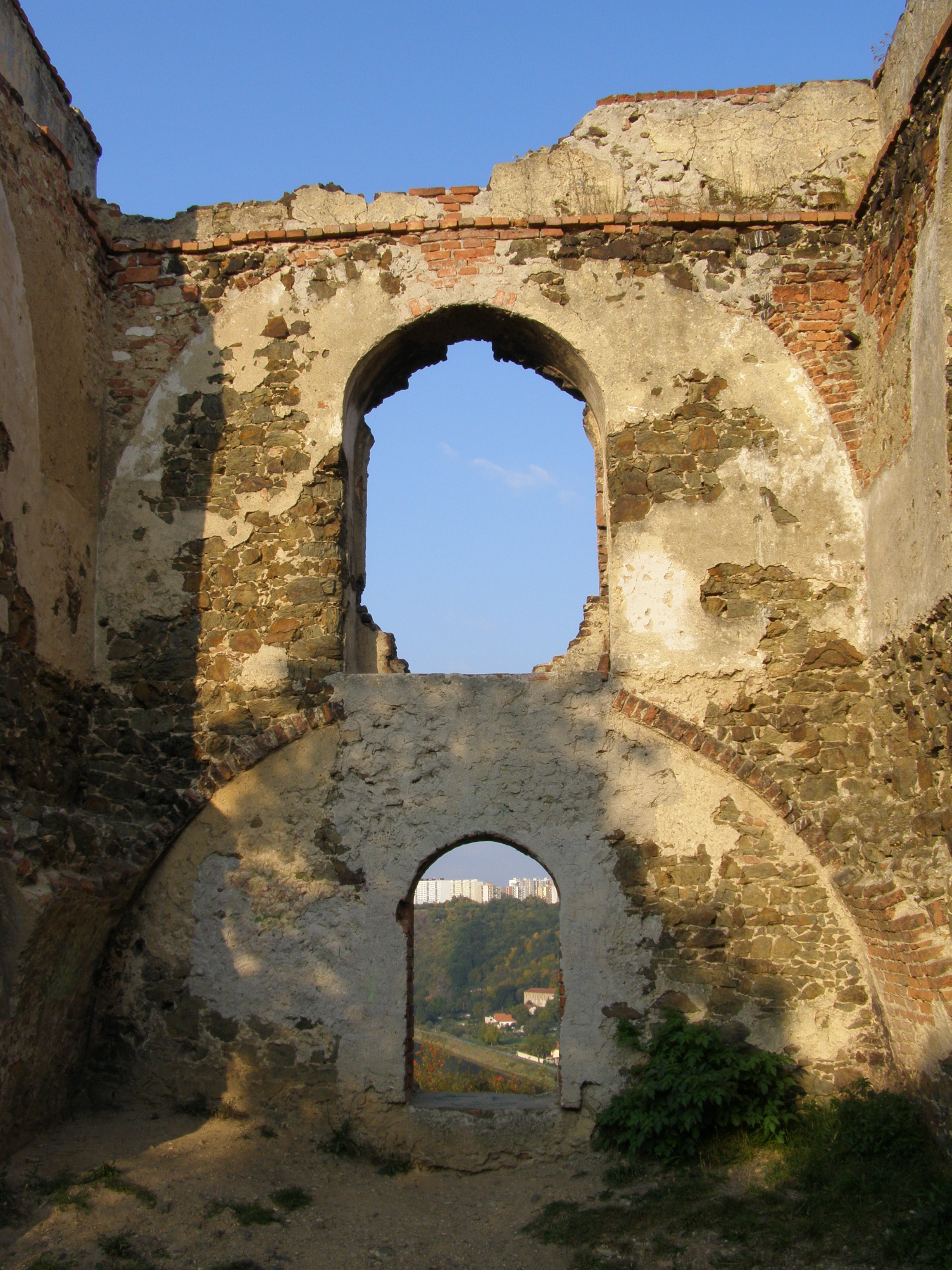
Zřícenina Baba